# أمان الله (اسم)
أمان الله هو اسم عربي يعطى للذكور، ويستخدم من قبل العرب و المسلمين بشكل رئيسي. ومعناه «حماية الله». وقد يشير اسم أمان الله إلى : 
- أمان الله خان.